# 121e division d'infanterie (Allemagne)
Pour les articles homonymes, voir 121e division d'infanterie.
La  121e division d'infanterie (en allemand : 121. Infanterie-Division ou 121. ID) est une des divisions d'infanterie de l'armée allemande (Wehrmacht) durant la Seconde Guerre mondiale.

## Création et différentes dénominations
La 121. Infanterie-Division est formée le 5 octobre 1940 à partir du Truppenübungsplatz (terrain de manœuvre) de Munsterlager (en) dans le District militaire X.
Un certain nombre d'unités de la 1. Infanterie-Division et de la 21. Infanterie-Division (environ un tiers des effectifs de ces 2 divisions) ont été utilisés pour établir cette nouvelle division de Prusse orientale de la 11. Welle (11e vague de mobilisation).
La division finit dans la poche de Courlande.

## Organisation

### Commandants
| Date                            | Grade                  | Commandant                 |
| ------------------------------- | ---------------------- | -------------------------- |
| 5 octobre 1940-6 mai 1941       | General der Artillerie | Kurt Jahn                  |
| 6 mai 1941-8 juillet 1941       | Generalleutnant        | Otto Lancelle              |
| 8 juillet 1941-11 novembre 1942 | General der Artillerie | Martin Wandel              |
| 11 novembre 1942 - ? mars 1944  | General der Infanterie | Hellmuth Prieß             |
| ? mars 1944 - 1er juin 1944     | Generalmajor           | Ernst Pauer von Arlau (uk) |
| 1er juin 1944-27 juin 1944      | Generalleutnant        | Rudolf Bamler              |
| 27 juin 1944-10 juillet 1944    | General der Infanterie | Hellmuth Prieß             |
| 10 juillet 1944 - 1er août 1944 | General der Infanterie | Theodor Buße               |
| 1er août 1944-30 avril 1945     | Generalleutnant        | Werner Ranck (de)          |
| 30 avril 1945-8 mai 1945        | Generalmajor           | Ottomar Hansen             |

### Officiers d'opérations (Generalstabsoffiziere (Ia))
| Date                               | Grade          | Commandant         |
| ---------------------------------- | -------------- | ------------------ |
| 5 octobre 1940-16 janvier 1942     | Major          | Kurt Brandstädter  |
| 16 janvier 1942-10 décembre 1943   | Major          | Henning Eppendorff |
| 10 décembre 1943-20 septembre 1944 | Major          | Fritz Hoefer       |
| ? - Mai 1945                       | Oberstleutnant | Dietmar Eckert     |

## Théâtres d'opérations
- Allemagne : octobre 1940 - juin 1941
- Front de l'Est, secteur Nord : juin 1941 - octobre 1944
  - 1942
    - Siège de Leningrad
    - Offensive de Siniavine
- 1943-1944
  - Poche de Courlande

## Ordres de bataille
1940/41
- Infanterie-Regiment 405
- Infanterie-Regiment 407
- Infanterie-Regiment 408
- Aufklärungs-Abteilung 121
  - 1. Schwadron
  - 2. Schwadron
  - 3. Schwadron
- Artillerie-Regiment 121
  - I. Abteilung
  - II. Abteilung
  - III. Abteilung
  - IV. Abteilung
- Panzerjäger-Abteilung 121
- Pionier-Bataillon 121
- Nachrichten-Abteilung 121
- Infanterie-Divisions-Nachschubführer 121
- Verwaltungsdienste 121
- Sanitätsdienste 121
- Veterinärkompanie 121

Août 1943
- Grenadier-Regiment 405
- Grenadier-Regiment 407
- Grenadier-Regiment 408
- Feldersatz-Bataillon 121
- Schnelle Abteilung 121
  - 1. à 3. Kompanie [ex AA 121]
  - 4. et 5. Kompanie [ex Pz.Jg.Abt. 121]
  - 6. Kp [Fla.Kp (Sf) 662]
- Artillerie-Regiment 121
  - I. Abteilung
  - II. Abteilung
  - III. Abteilung
  - IV. Abteilung
- Pionier-Bataillon 121
- Nachrichten-Abteilung 121
- Kdr. der Infanterie-Divisions-Nachschubtruppen 121
- Verwaltungsdienste 121
- Sanitätsdienste 121
- Veterinärkompanie 121

Juillet 1944
- Grenadier-Regiment 405
- Grenadier-Regiment 407
- Grenadier-Regiment 408
- Divisions-Füsilier-Bataillon (AA) 121
  - 1. Kompanie
  - 2. Kompanie
  - 3. Kompanie
  - 4. Kompanie
- Feldersatz-Bataillon 121
- Artillerie-Regiment 121
  - I. Abteilung
  - II. Abteilung
  - III. Abteilung
  - IV. Abteilung
- Panzerjäger-Abteilung 121
- Pionier-Bataillon 121
- Nachrichten-Abteilung 121
- Kdr. der Infanterie-Divisions-Nachschubtruppen 121
- Verwaltungsdienste 121
- Sanitätsdienste 121
- Veterinärkompanie 121

## Décorations
Certains membres de cette division ont été décorés pour faits d'armes :
- Insigne de combat rapproché en or
  - 10
- Agrafe de la liste d'honneur
  - 34
- Croix allemande en or
  - 95
- Croix de chevalier de la Croix de fer
  - 26
  - 1 feuilles de chêne